# 路德维希·舒伯特
路德维希·舒伯特（德語：Ludwig Schuberth，1911年7月24日—1989年9月30日），奥地利男子手球运动员。他曾代表奥地利参加1936年夏季奥林匹克运动会手球比赛，获得一枚银牌，他在其中两场比赛中有上场。